# Волудринці
Волу́дринці —  село в Ярмолинецькій селищній громаді Хмельницького району Хмельницької області. Населення становить 413 осіб.

## Історія
Село відоме з 1509 року.

## Варіанти назв
Wolodryncze (1569), Woludrynce(1661), Woladrince (1765), Holodrynce(1784), Holodrince (1789), Волудринец(1799), Волудринцы (1800), Woladrynce(1820), Волудринці (1926).

## Символіка

### Герб
В розтятому золотим і зеленим щиті розтятий каштановий листок перемінних з полями тинктур. В лазуровій хвилястій базі дві вигнуті дугою спинами до країв щита срібні протиобернені риби. Щит вписаний в золотий декоративний картуш і увінчаний золотою сільською короною. Унизу картуша напис "ВОЛУДРИНЦІ" і рік "1504".

### Прапор
Квадратне полотнище розділене горизонтально хвилясто у співвідношенні 1:2. Верхня частина розділена вертикально на дві рівновеликі частини – древкову жовту і вільну зелену, на яких вертикальний каштановий листок, розділений зеленим і жовтим. На нижній лазуровій частині  дві вигнуті дугою спинами до країв срібні протиобернені риби.

### Пояснення символіки
Герб означає каштан-оберіг, що росте при в’їзді в село, риби – велику кількість ставків.
На прапорі повторюються кольори і фігури герба.

## Галерея

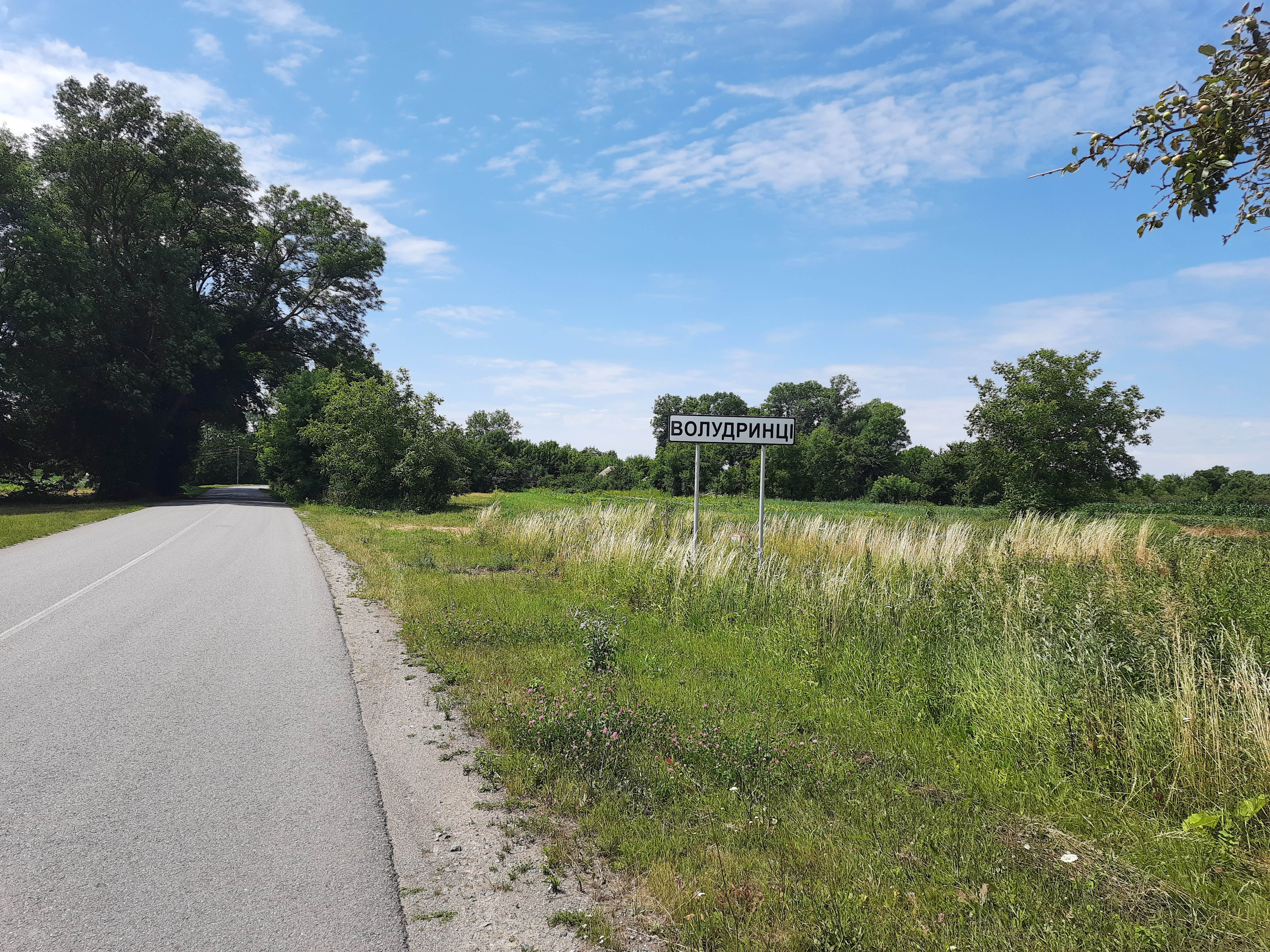
Дорожній знак при в'їзді в село
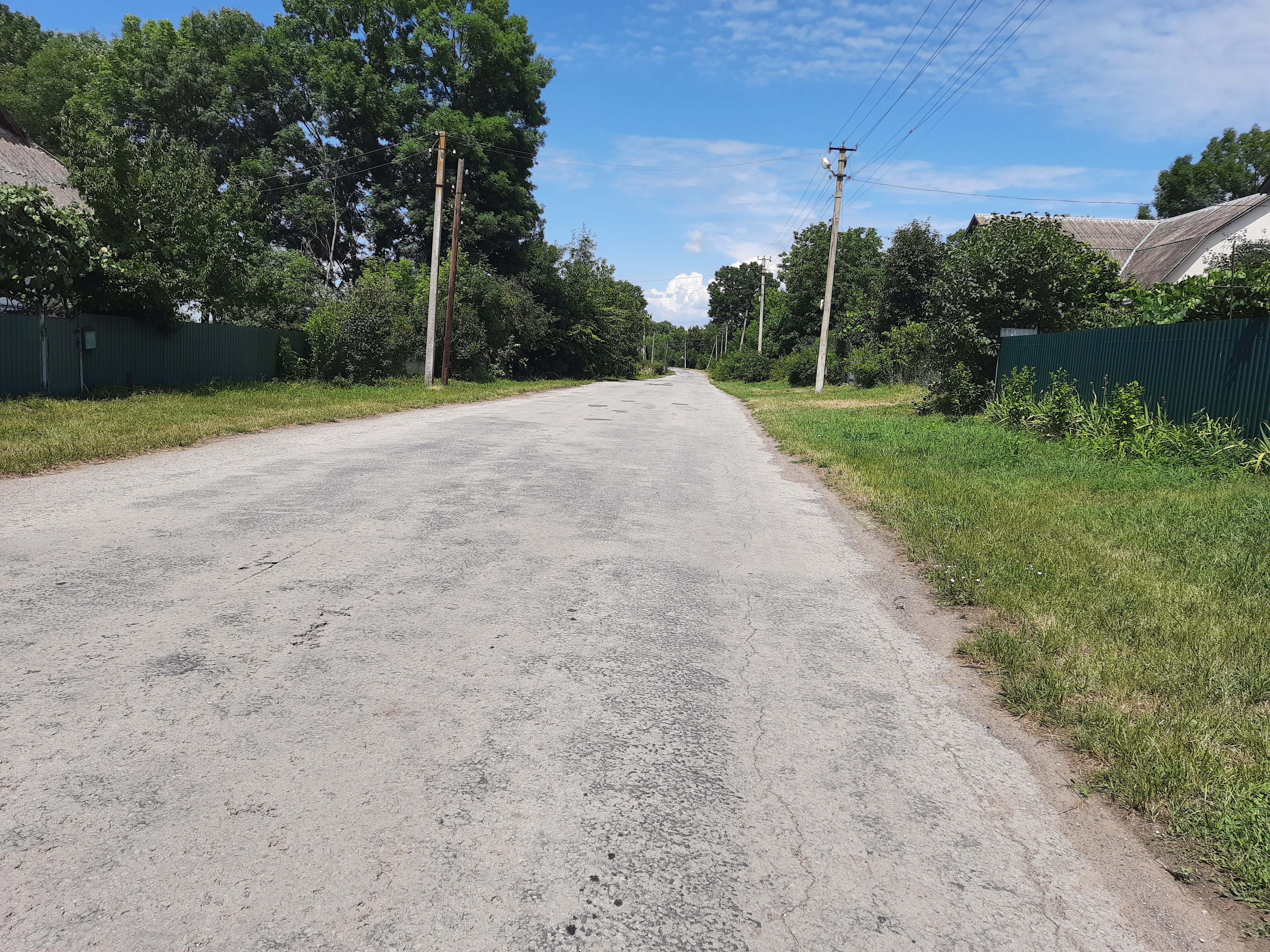
Сільська вулиця
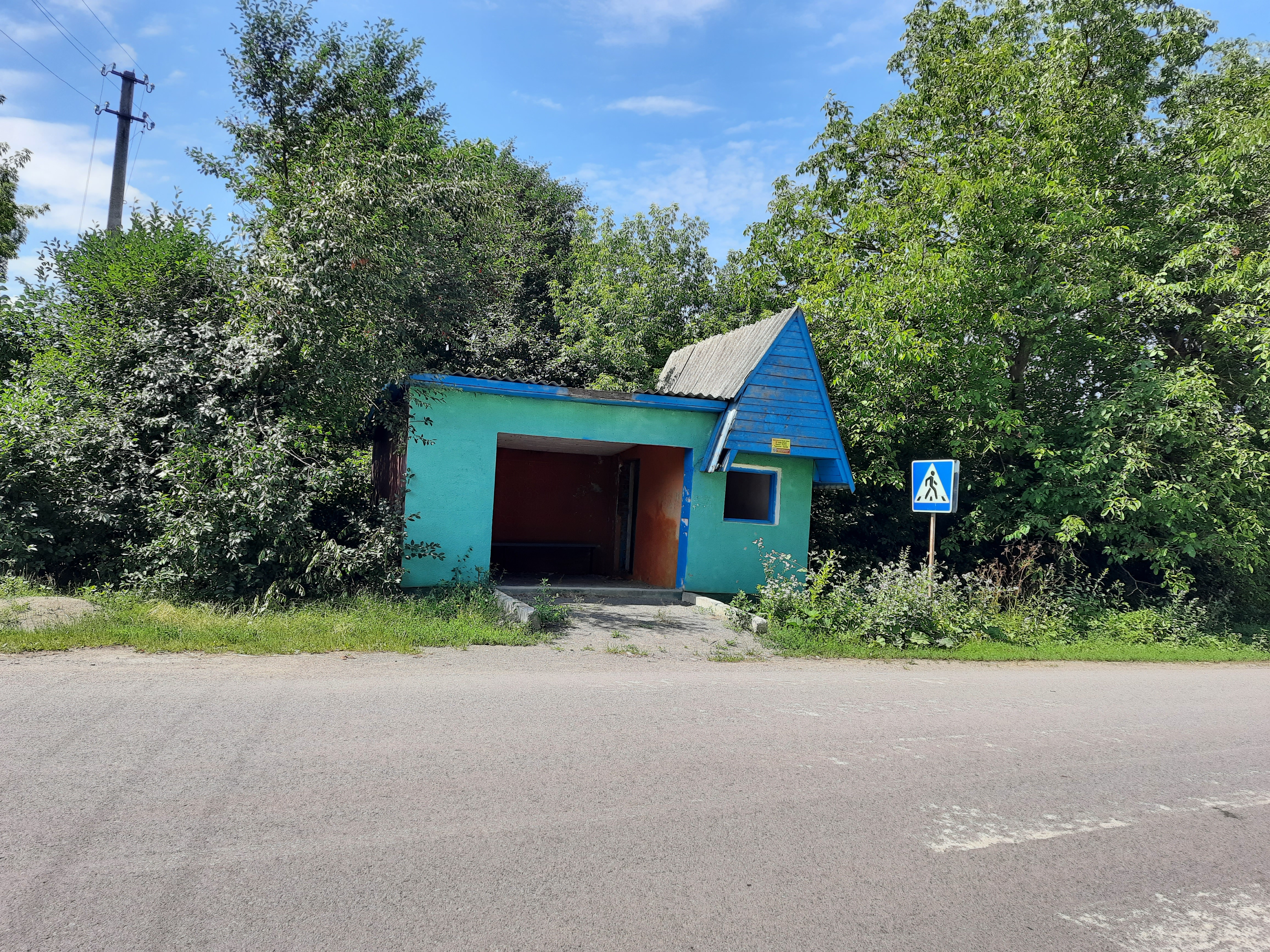
Автобусна зупинка